# Coupe d'Europe des lancers 2022
Navigation
Édition précédente Édition suivante
La 21e édition de la Coupe d'Europe des lancers 2022 (en Anglais : European Throwing Cup) se déroule à Leiria, au Portugal, les 12 et 13 mars 2022.

## Podiums

### Seniors

#### Hommes
| Épreuve           | Or                                 | Argent                               | Bronze                             |
| ----------------- | ---------------------------------- | ------------------------------------ | ---------------------------------- |
| Lancer du poids   | Zane Weir (ITA) 21,99 m (CR)       | Nick Ponzio (ITA) 21,83 m (PB)       | Marcus Thomsen (NOR) 20,63 m       |
| Lancer du disque  | Kristjan Čeh (SVN) 66,11 m         | Daniel Ståhl (SWE) 65,95 m           | Simon Pettersson (SWE) 63,80 m     |
| Lancer du marteau | Bence Halász (HUN) 76,69 m         | Javier Cienfuegos (ESP) 75,59 m (SB) | Ragnar Carlsson (SWE) 75,26 m      |
| Lancer du javelot | Alexandru Novac (ROU) 80,49 m (SB) | Patriks Gailums (LAT) 79,49 m        | Roberto Orlando (ITA) 78,19 m (SB) |

#### Femmes
| Épreuve           | Or                                | Argent                              | Bronze                         |
| ----------------- | --------------------------------- | ----------------------------------- | ------------------------------ |
| Lancer du poids   | Auriol Dongmo (POR) 19,68 m (WL)  | Jessica Schilder (NED) 18,89 m (NR) | Fanny Roos (SWE) 18,64 m       |
| Lancer du disque  | Daisy Osakue (ITA) 61,56 m        | Lisa Brix Pedersen (DEN) 61,23 m    | Liliana Cá (POR) 60,74 m       |
| Lancer du marteau | Alexandra Tavernier (FRA) 70,13 m | Laura Redondo (ESP) 69,72 m         | Sara Fantini (ITA) 69,60 m     |
| Lancer du javelot | Līna Mūze (LAT) 58,12 m           | Victoria Hudson (AUT) 57,64 m       | Marija Vučenović (SRB) 57,26 m |

### Espoirs

#### Hommes
| Épreuve           | Or                                    | Argent                         | Bronze                         |
| ----------------- | ------------------------------------- | ------------------------------ | ------------------------------ |
| Lancer du poids   | Alperen Karahan (TUR) 19,81 m (EU23L) | Muhamet Ramadani (KOS) 18,60 m | Mattijs Mols (NED) 18,56 m     |
| Lancer du disque  | Martynas Alekna (LTU) 58,09 m         | Osman Kul (TUR) 55,61 m        | Ruben Rolvink (NED) 55,20 m    |
| Lancer du marteau | Mykhaylo Kokhan (UKR) 74,59 m         | Merlin Hummel (GER) 71,73 m    | Giorgio Olivieri (ITA) 70,84 m |
| Lancer du javelot | Teuraiterai Tupaia (FRA) 77,21 m (SB) | Leandro Ramos (POR) 76,48 m    | György Herczeg (HUN) 74,87 m   |

#### Femmes
| Épreuve           | Or                                    | Argent                                  | Bronze                              |
| ----------------- | ------------------------------------- | --------------------------------------- | ----------------------------------- |
| Lancer du poids   | Pınar Akyol (TUR) 16,30 m             | Amanda Ngandu-Ntumba (FRA) 15,93 m (SB) | Jule Steuer (GER) 15,81 m (SB)      |
| Lancer du disque  | Amanda Ngandu-Ntumba (FRA) 55,38 m    | Alida van Daalen (NED) 55,02 m (SB)     | Antonia Kinzel (GER) 54,74 m        |
| Lancer du marteau | Ewa Różańska (POL) 67,24 m            | Charlotte Payne (GBR) 66,72 m           | Elísabet Rúnarsdóttir (ISL) 64,20 m |
| Lancer du javelot | Adriana Vilagoš (SRB) 60,72 m (WU20L) | Kaja M. Peteersen (NOR) 58,44 m (PB)    | Julia Valtanen (FIN) 54,10 m        |

## Tableau des médailles
- Pays organisateur ( Portugal)

| Rang  | Nation      | Or | Argent | Bronze | Total |
| ----- | ----------- | -- | ------ | ------ | ----- |
| 1     | France      | 3  | 1      | 0      | 4     |
| 2     | Italie      | 2  | 1      | 3      | 6     |
| 3     | Turquie     | 2  | 1      | 0      | 3     |
| 4     | Portugal    | 1  | 1      | 1      | 3     |
| 5     | Lettonie    | 1  | 1      | 0      | 2     |
| 6     | Hongrie     | 1  | 0      | 1      | 2     |
| 6     | Serbie      | 1  | 0      | 1      | 2     |
| 8     | Lituanie    | 1  | 0      | 0      | 1     |
| 8     | Pologne     | 1  | 0      | 0      | 1     |
| 8     | Roumanie    | 1  | 0      | 0      | 1     |
| 8     | Slovénie    | 1  | 0      | 0      | 1     |
| 8     | Ukraine     | 1  | 0      | 0      | 1     |
| 13    | Pays-Bas    | 0  | 2      | 2      | 4     |
| 14    | Espagne     | 0  | 2      | 0      | 2     |
| 15    | Suède       | 0  | 1      | 3      | 4     |
| 16    | Allemagne   | 0  | 1      | 2      | 3     |
| 17    | Norvège     | 0  | 1      | 1      | 2     |
| 18    | Autriche    | 0  | 1      | 0      | 1     |
| 18    | Danemark    | 0  | 1      | 0      | 1     |
| 18    | Kosovo      | 0  | 1      | 0      | 1     |
| 18    | Royaume-Uni | 0  | 1      | 0      | 1     |
| 22    | Finlande    | 0  | 0      | 1      | 1     |
| 22    | Islande     | 0  | 0      | 1      | 1     |
| Total | Total       | 16 | 16     | 16     | 48    |